# Karlovo náměstí (Praha)
Karlovo náměstí (lidově Karlák, dříve Dobytčí trh, německy Karlsplatz) patří mezi největší náměstí v Evropě (rozloha 80 552 m²), administrativně spadá pod Prahu 2, historicky pak do čtvrti Nové Město. Současný název, po Karlu IV., má až od roku 1848, do této bylo nazýváno Dobytčí trh, německy Viehmarkt.

## Popis a historie

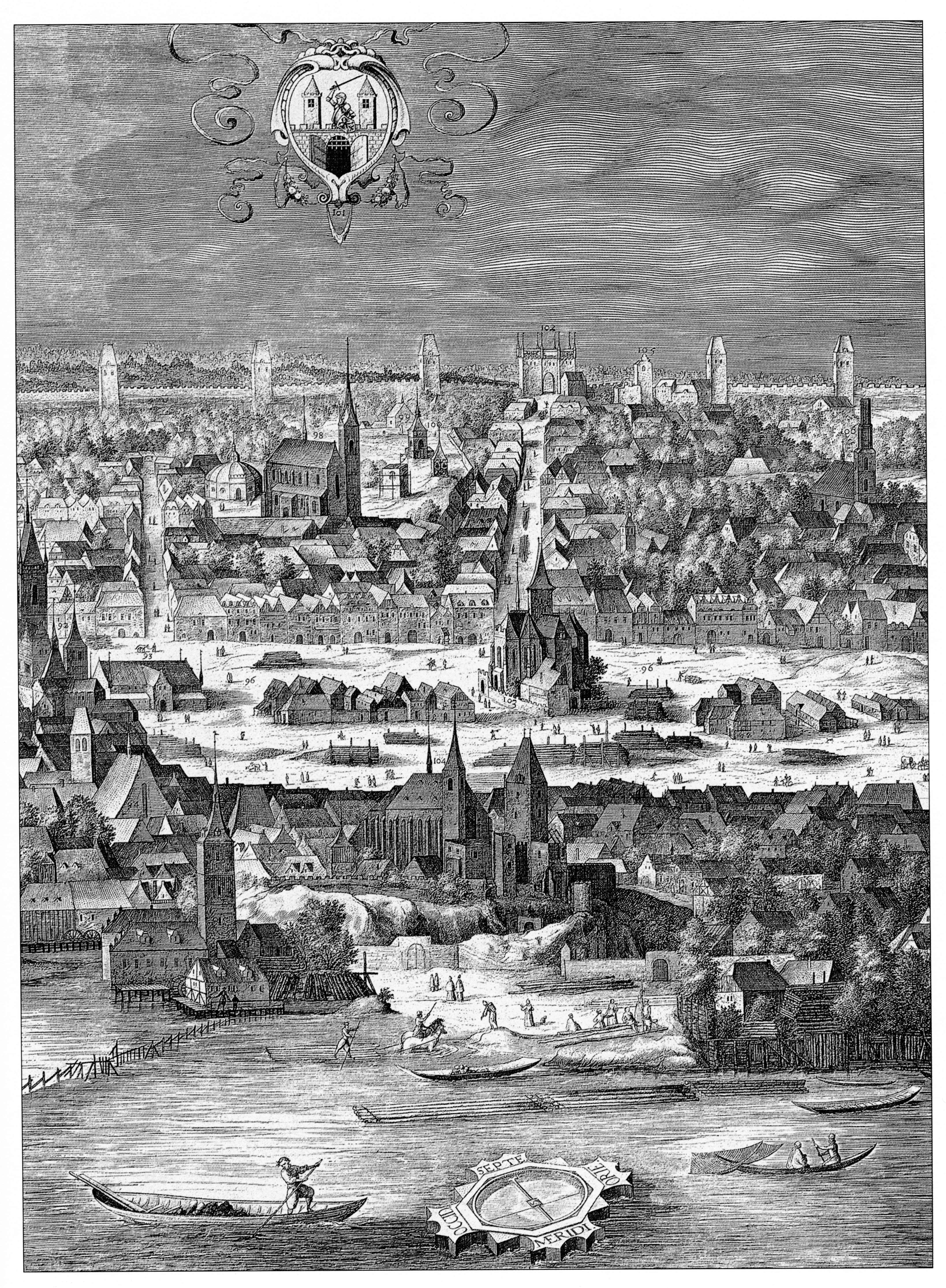
Sadelerův prospekt z roku 1606, list Nové Město. Na náměstí je hned několik dnes již neexistujících budov – kaple Božího těla (103), špalíček budov v prostředku náměstí (96) či Masné krámy (98)

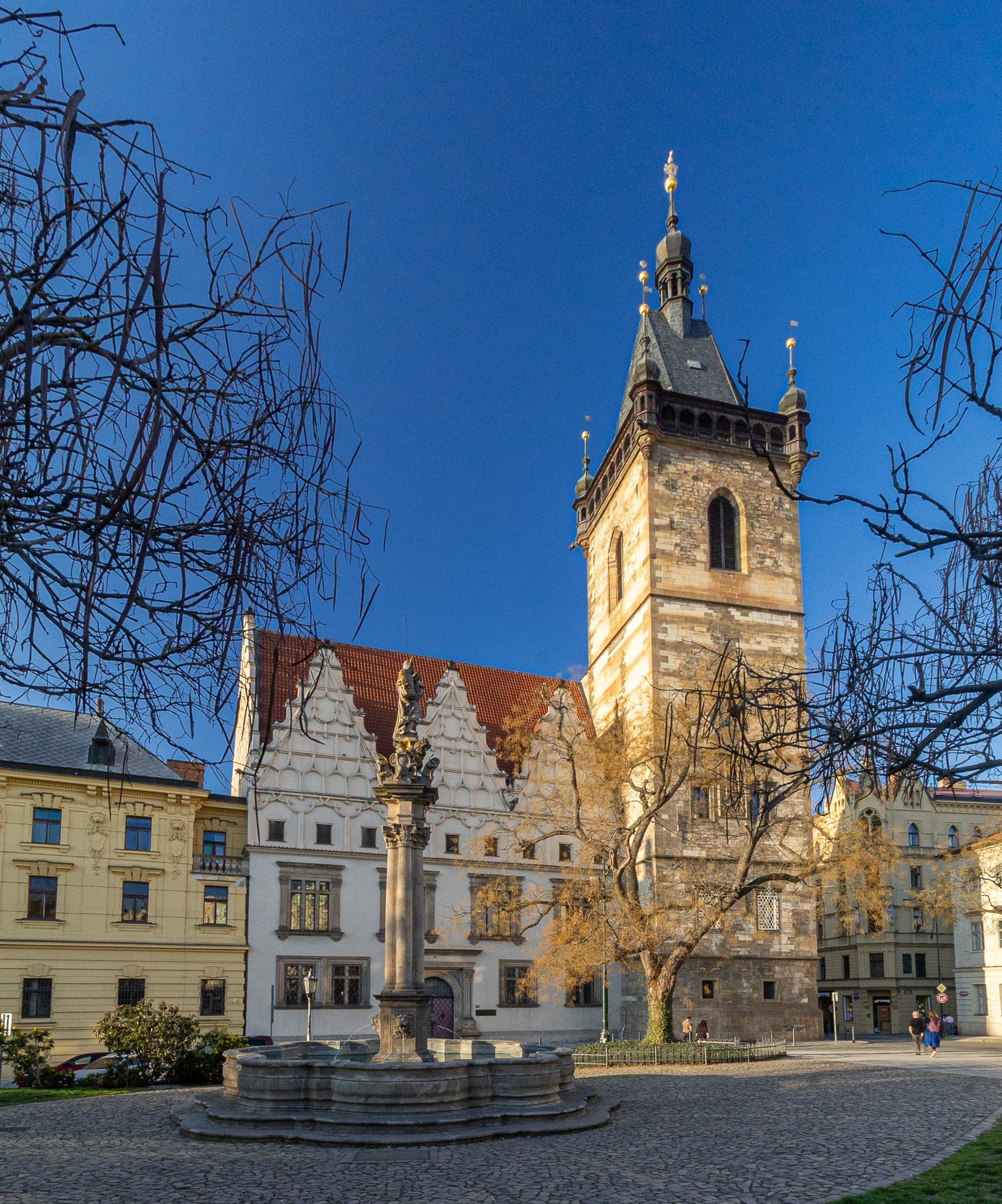
Novoměstská radnice, dominanta severní strany náměstí

Náměstí bylo vytyčeno roku 1348 při lokaci Nového Města pražského přibližně uprostřed a stalo se jeho hlavním veřejným prostranstvím, tržištěm i shromaždištěm. Ve své době bylo největším náměstím středověké Evropy a při poutích spojených s ukazováním říšských relikvií se zde scházelo až 30 000 lidí. Náměstí je kosodélného, téměř obdélníkového půdorysu o přibližných rozměrech 152 × 550 metrů. Původně dosahovalo až po dnešní Lazarskou ulici, v níž se od poslední třetiny 14. století začaly stavět masné krámy až k ohradě Židovské zahrady a po Řeznickou ulici. Severojižním směrem byly na jeho ploše situovány prodejní stánky a z větší části dřevěná slanečková bouda.
Od 60. let 19. století náměstí procházelo procesem ozdravování, tržní provizoria byla stržena a plochy proměňovány na park. V roce 1884 jeho podobu anglického parku s rozmanitými, asymetricky vysazenými dřevinami, navrhl významný český zahradní architekt František Josef Thomayer. Dosud zde roste mnoho památných a starobylých stromů. Například v jižní části náměstí se nachází památný platan javorolistý. Na památku 50. výročí vzniku Československa 28. října 1968 žáci základní devítileté školy z Resslovy ulice vysadili v severní části parku lípu svobody jako symbolický Strom republiky. Pamětní cedulka byla odstraněna v období normalizace roku 1972.
Roku 2020 proběhla I. etapa revitalizace náměstí, rekonstrukce se týkala dopravy. Náměstí se stalo přívětivějším pro chodce, mj. byly obě poloviny náměstí spojené přechody pro chodce mezi sebou a se západní frontou budov. Následovat má další etapa – revitalizace parku. Ta má zčásti čerpat z Thomayerových myšlenek, památné stromy mají být zachovány.

## Budovy
Na severní straně na nároží Spálené ulice stojí stylově eklektická čtyřkřídlá budova Městského soudu čp. 6/II. V téže frontě až do Vodičkovy ulice stojí původně gotická stavba Novoměstská radnice s hranolovou věží. Do roku 1789 se jižně od ní v kolejišti tramvaje až po okraj dnešní Ječné ulice nacházela centrální gotická stavba kaple Božího Těla, jejíž základy byly zachyceny naposledy při archeologickém výzkumu z roku 2011.
Severovýchodní frontu proti radnici na nároží Řeznické ulice tvoří mj. Salmovský palác s plastickým „S“ v průčelí, přestavěný z barokního Braunova letohrádku. Východní frontu od Ječné ulice zaujímá kostel svatého Ignáce s areálem někdejší novoměstské koleje řádu jezuitů a její bývalou kaplí sv. Františka Xaverského, které byly po roce 1781 adaptovány pro účely vojenské a nyní Všeobecné fakultní nemocnice v Praze, dnes slouží například III. interní klinice. Jedním z domů v jižní frontě náměstí, které nemocnice využívá, je Mladotovský palác neboli „Faustův dům“ (majitelem budovy je hlavní město Praha) čp. 502/II, kde za Rudolfa II. žil anglický alchymista a mystik, možná i špión anglické královny Alžběty I.[zdroj?], Edward Kelly (Edward Talbot), spolupracovník Johna Dee.

### Významné zbořené budovy
- kaple Božího Těla
- dům U Kamenného stolu (dva domy tohoto jména na náměstí dosud stojí, jeden byl zbořen)
- dům U Žateckých, kde sídlilo Ottovo nakladatelství (v místě dnešní fakultní polikliniky)[9]
- dům U Zlatého lva (Černý pivovar)[10]

### Významné budovy v současnosti
- Novoměstská radnice – gotická stavba, v renesanci upravovaná, kolem roku 1950 regotizována; při generální obnově v letech 1988–1996 byly odstraněny věžní hodiny, příčky a přístavby z 19. století.
- Kostel svatého Ignáce z Loyoly – barokní bazilika, původně jezuitský chrám
- Novoměstská jezuitská kolej – zde i sousedních domech sídlí Všeobecná fakultní nemocnice

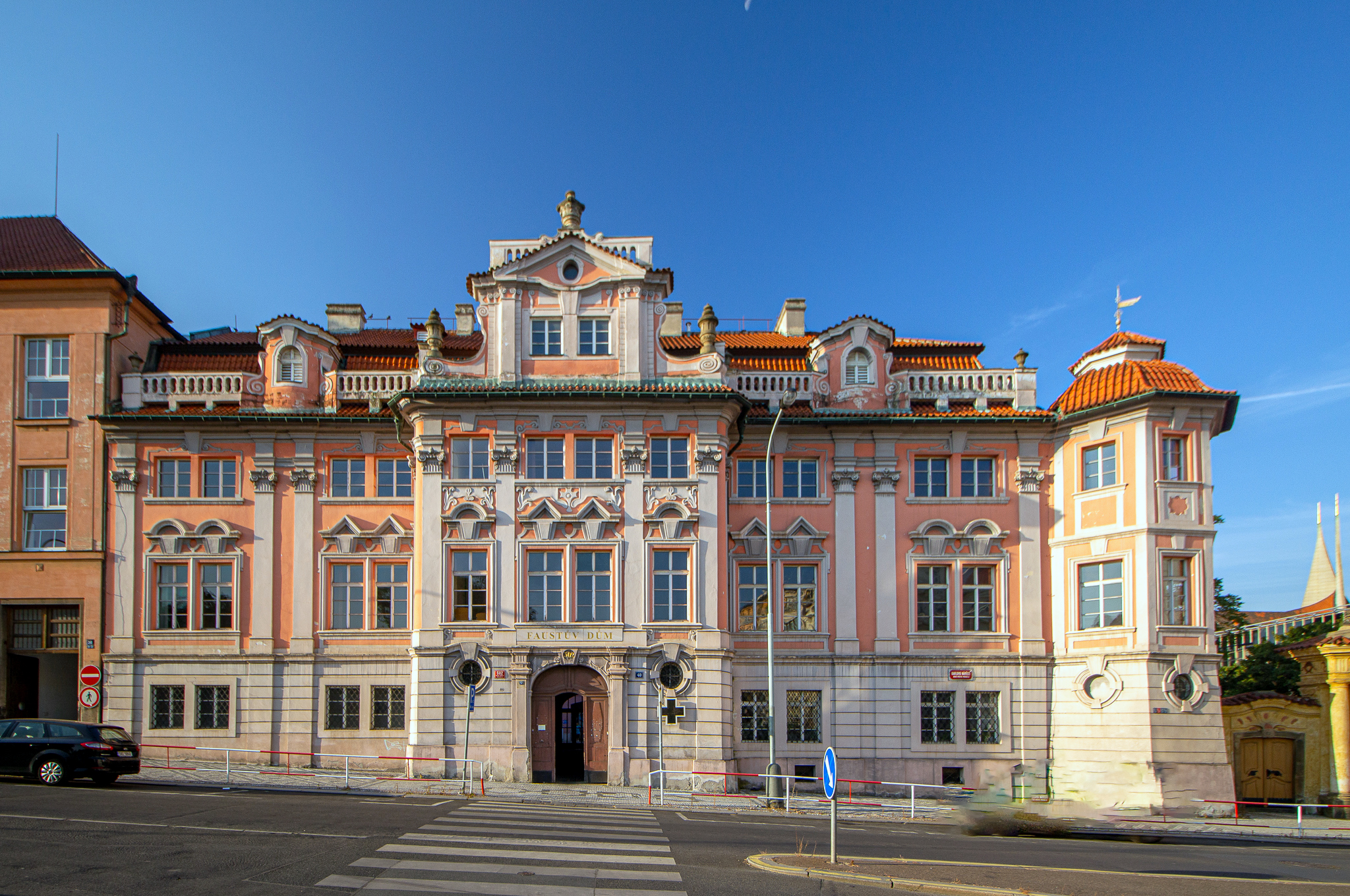
Mladotovský palác neboli „Faustův dům“

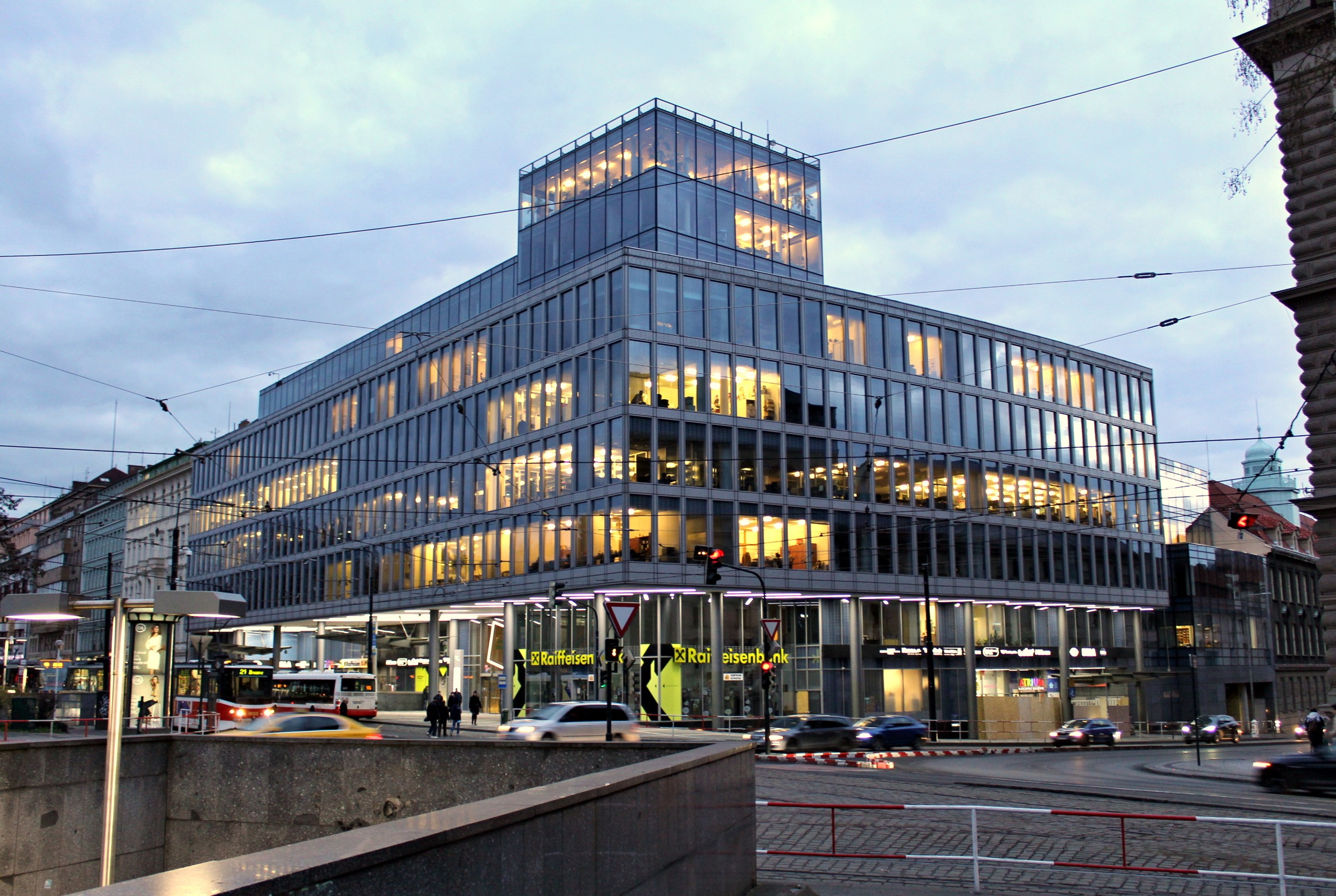
Charles Square Center z roku 2002 na místě někdejšího domu U Šálků, čp. 310, zbořeného v roce 1939

- Faustův dům (Mladotovský palác) – barokní, v jádru gotický dům spojený s legendou o dr. Faustovi
- Budova Městského soudu – eklektická stavba původně c. a k. trestní soud, stojí na místě několika domů a kaple sv. Lazara, postavena v letech 1900–1903 podle návrhu architekta Emila von Förstera,
- Palác Charitas, kde má svoje ústředí také politická strana KDU-ČSL
- České vysoké učení technické – budova stojí na nároží Resslovy ulice, na západní straně náměstí, na místě kláštera křižovníků Strážců Božího hrobu a jejich kostela sv. Petra a Pavla, byla navržená roku 1879 architektem Ignácem Ullmannem; slouží fakultám strojní a elektrotechnické
- Charles Square Center / Nákupní galerie Atrium – prosklená novostavba z roku 2002, která podle kritiků narušila charakter náměstí[11]
- Braunův dům (nazývaný též dům U Kamenného stolu) – čp. 671/II na rohu Řeznické ulice, kde bydlel barokní sochař Matyáš Bernard Braun, roku 1820 přestavěn na klasicistní palác Salm-Reifferscheidů
- Secesní nájemný dům čp.287/I na nároží Karlova náměstí a ulice Odborů, návrh architekta Josefa Kovařovice z roku 1913, někdejší sídlo redakce časopisu Zlatá Praha, po které se dochoval reliéfní emblém na fasádě nejvyššího patra, dílo Josefa Srbka[12]
- Dům čp. 555-556/II zdědil po matce novinář a malíř Vilém Weitenweber.
- Secesní dům U Kamenného stolu čp. 550/II, novostavba z let 1911–1912 na nároží Karlova náměstí 37 a Ječné ulice stojí na místě historického domu, v němž bydlela a zemřela spisovatelka Karolina Světlá. Podle pověsti před domem stával do poloviny 19. století pult, zvaný Kamenný stůl, na němž se obchodníkům vyplácela tržba za prodaný dobytek[13]. Podle pověsti to byla původně oltářní mensa ze zrušené kaple Božího Těla a po zrušení tržiště byla zazděna do základů domu. Při jeho bourání roku 1911 však nebyla nalezena[14].
- Dům č. 580 na nároží náměstí Žitné ulice (č. p. 2), neoklasicistní dům postavený na místě někdejšího domu U Slivenských patřící lékaři a hudebníkovi Emilianu Kaufmannovi, který odkázal Ústavu pro hluchoněmé na Smíchově (pamětní deska)[15]
- V budově č. 552 žil a 15. září 1859 zemřel významný český dramatik Václav Kliment Klicpera.[16]

## Doprava
Náměstí má hlavní křižovatku v severojižní ose a kolmo na ní západo-východní trať z Resslovy do Ječné ulice. Těmito směry je vedena tramvajová trať několika linek. Tramvajové spojení zde existuje od konce 19. století, od 50. let do 70. let 20. století k němu přibyly trolejbusy, které směřovaly z Vinohrad Žitnou ulicí směrem do Resslovy ulice a odtud pak přes Jiráskův most dále na Smíchov, kde se trať rozvětvila do Jinonic a na Strahov Tuto dopravu koncem 70. let vystřídaly městské autobusy a od roku 1980 se zde razil tunel metra trasy B. Stanice metra Karlovo náměstí má dva vestibuly, severovýchodní ústí do Karlova náměstí a jihozápadní vestibul na Palackého náměstí, stanice byla zprovozněna roku 1985.
Po zrušení tramvajové trati na Václavském náměstí se z něj na Karlovo náměstí přesunul hlavní uzel celé pražské tramvajové dopravy. Vede přes něj několik tramvajových linek spojujících většinu města.
V budoucnu zde má v rámci Nového spojení II (Metra S) vzniknout nová podzemní zastávka regionálních vlaků propojená přestupem se stanicí metra. Do povrchu náměstí nemá zasáhnout.

## Sochy, kašny a pomníky

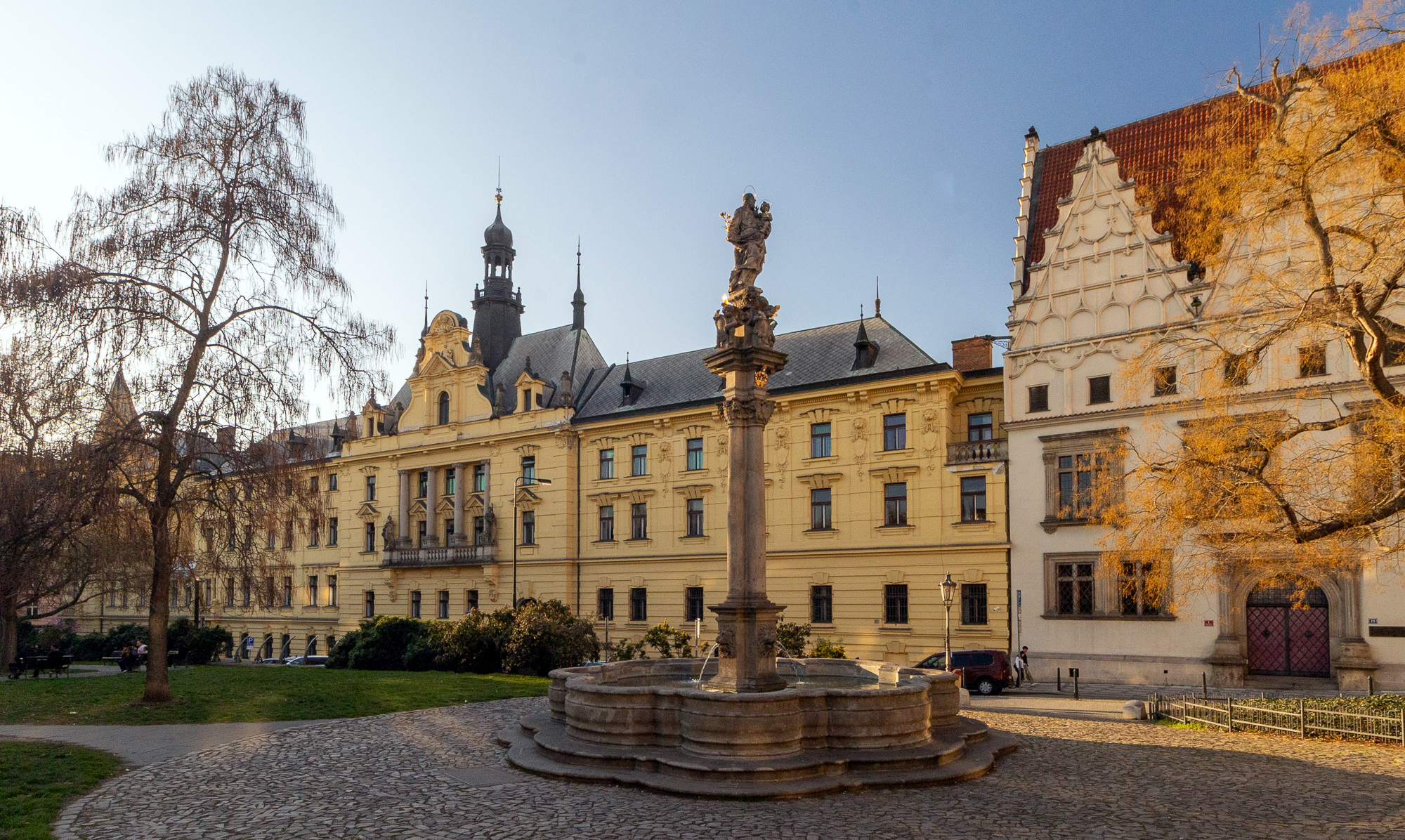
Kašna se sloupem a sochou sv. Josefa s Ježíškem, v pozadí budova Městského soudu v Praze

- Pomník Benedikta Roezla (botanik a cestovatel)
- Pomník Jana Evangelisty Purkyně (vědec, lékař, učenec, biolog)
- Pomník Elišky Krásnohorské (spisovatelka)
- Pomník Karoliny Světlé (spisovatelka)
- Pomník Vítězslava Hálka (básník)
- kašna před Novoměstskou radnicí se sloupem a sochou sv. Josefa s Ježíškem, označená iniciálou L císaře Leopolda I.

## Sousední ulice
- Ječná
- Na Moráni
- Odborů
- Resslova
- Řeznická
- Spálená
- U Nemocnice
- Vodičkova
- Vyšehradská
- Žitná

## Galerie

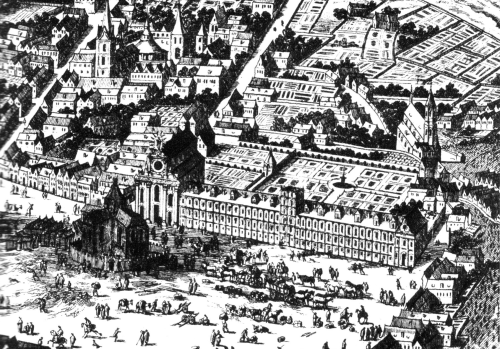
Dobytčí trh: jezuitská kolej s kaplí Božího těla a kostelem sv. Ignáce, rok 1685
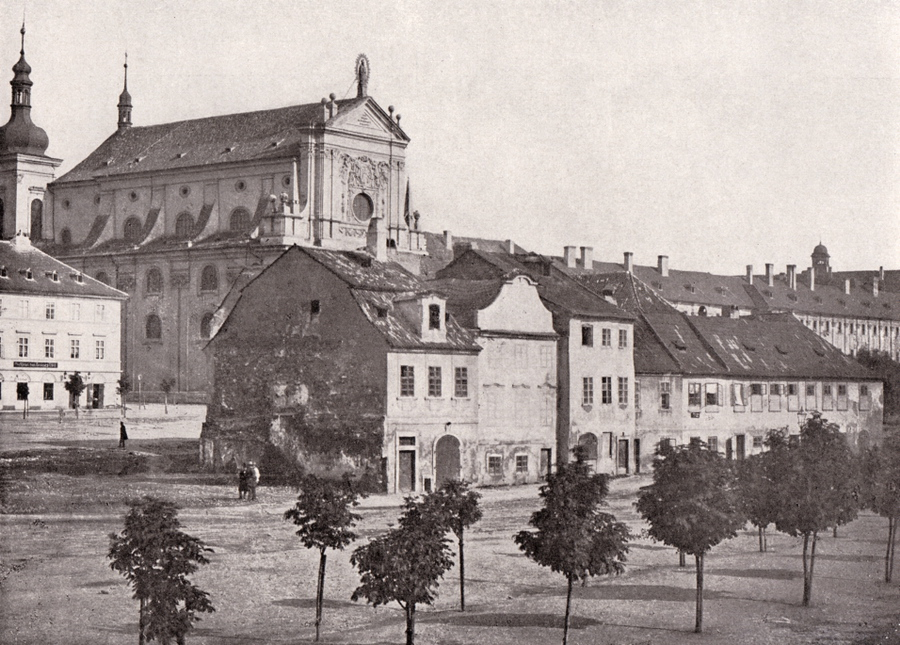
Kostel sv. Ignáce v roce 1858, autor snímku Jan Maloch
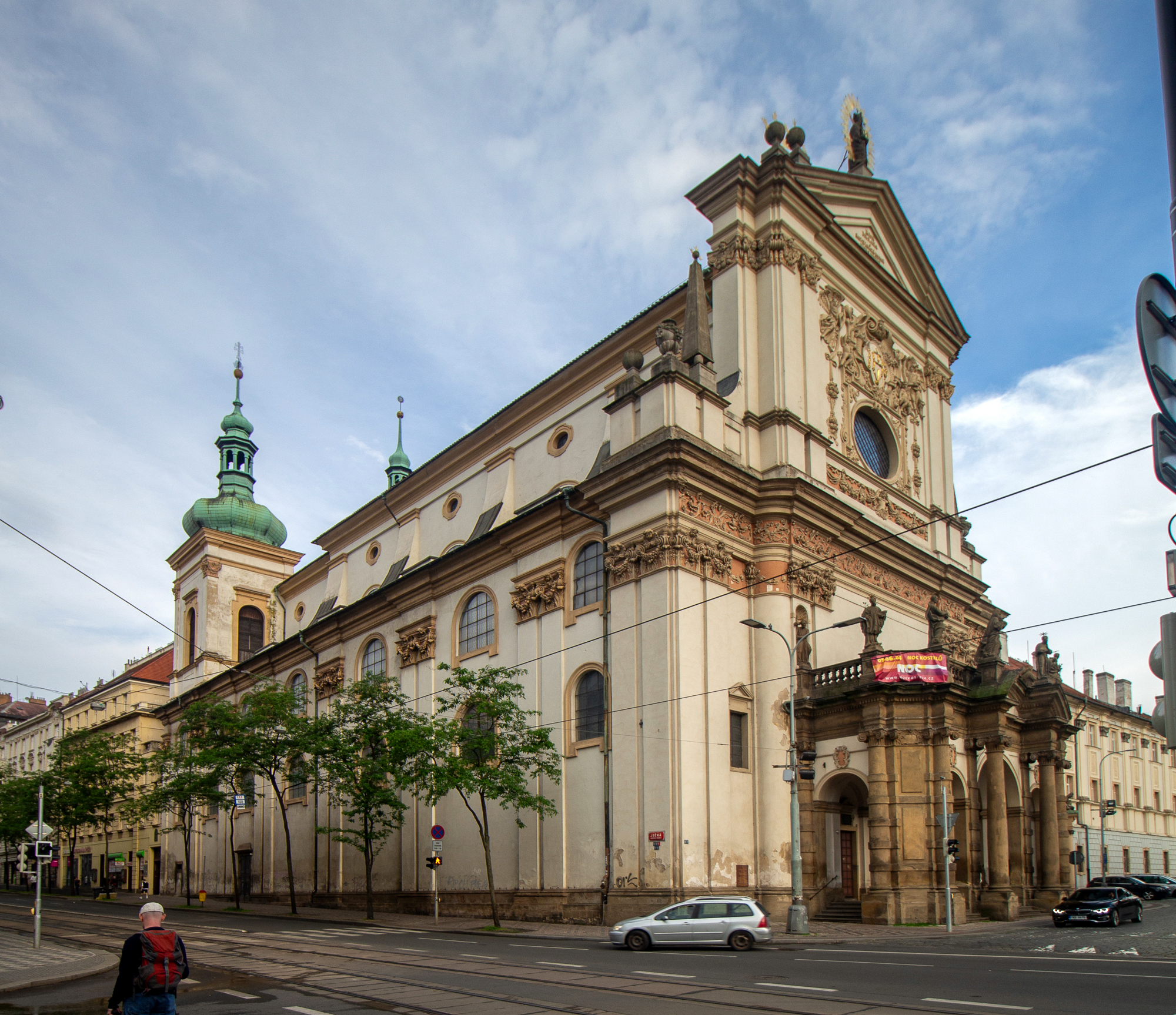
Jezuitský kostel sv. Ignáce z Loyoly
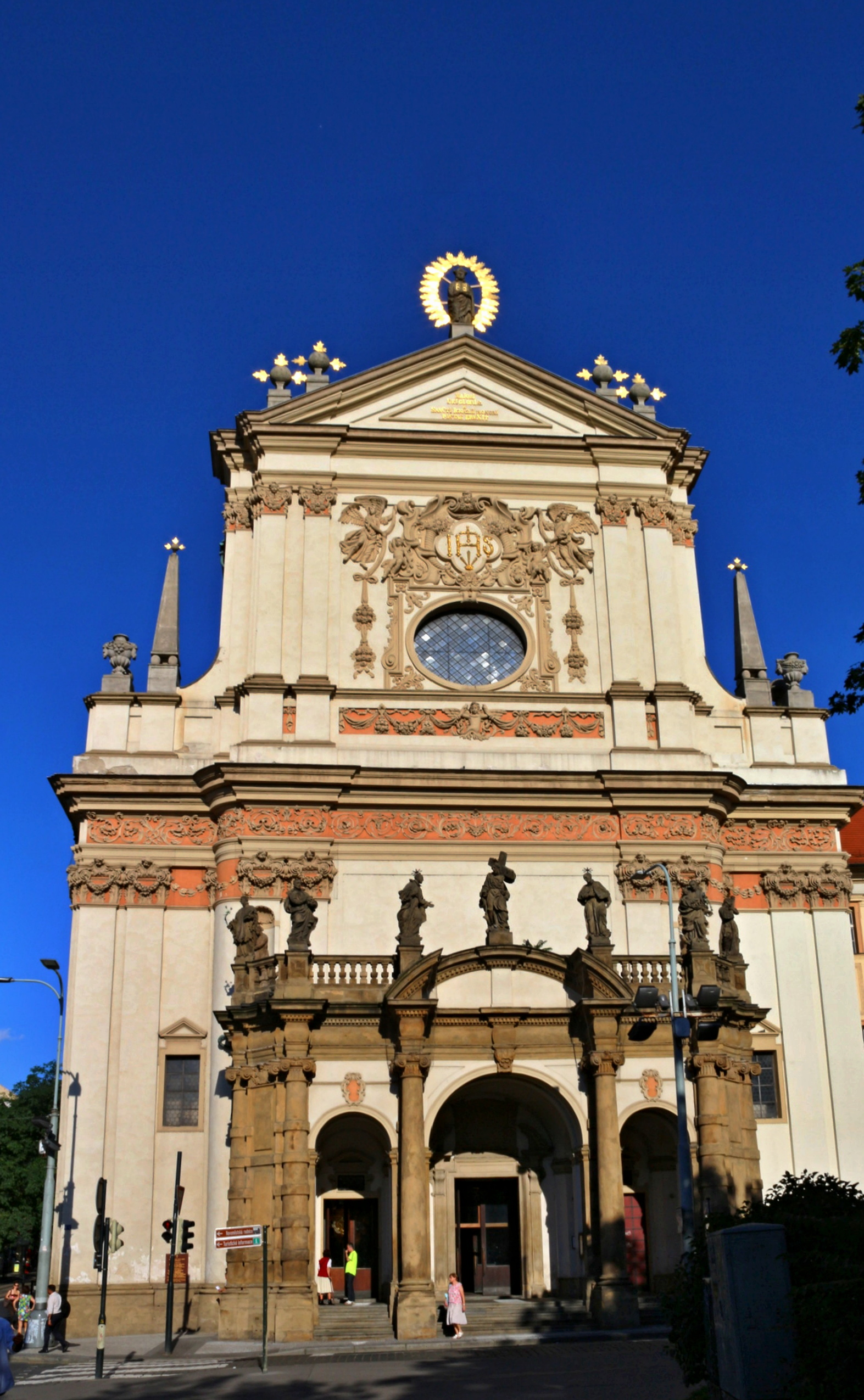
Průčelí kostela sv. Ignáce
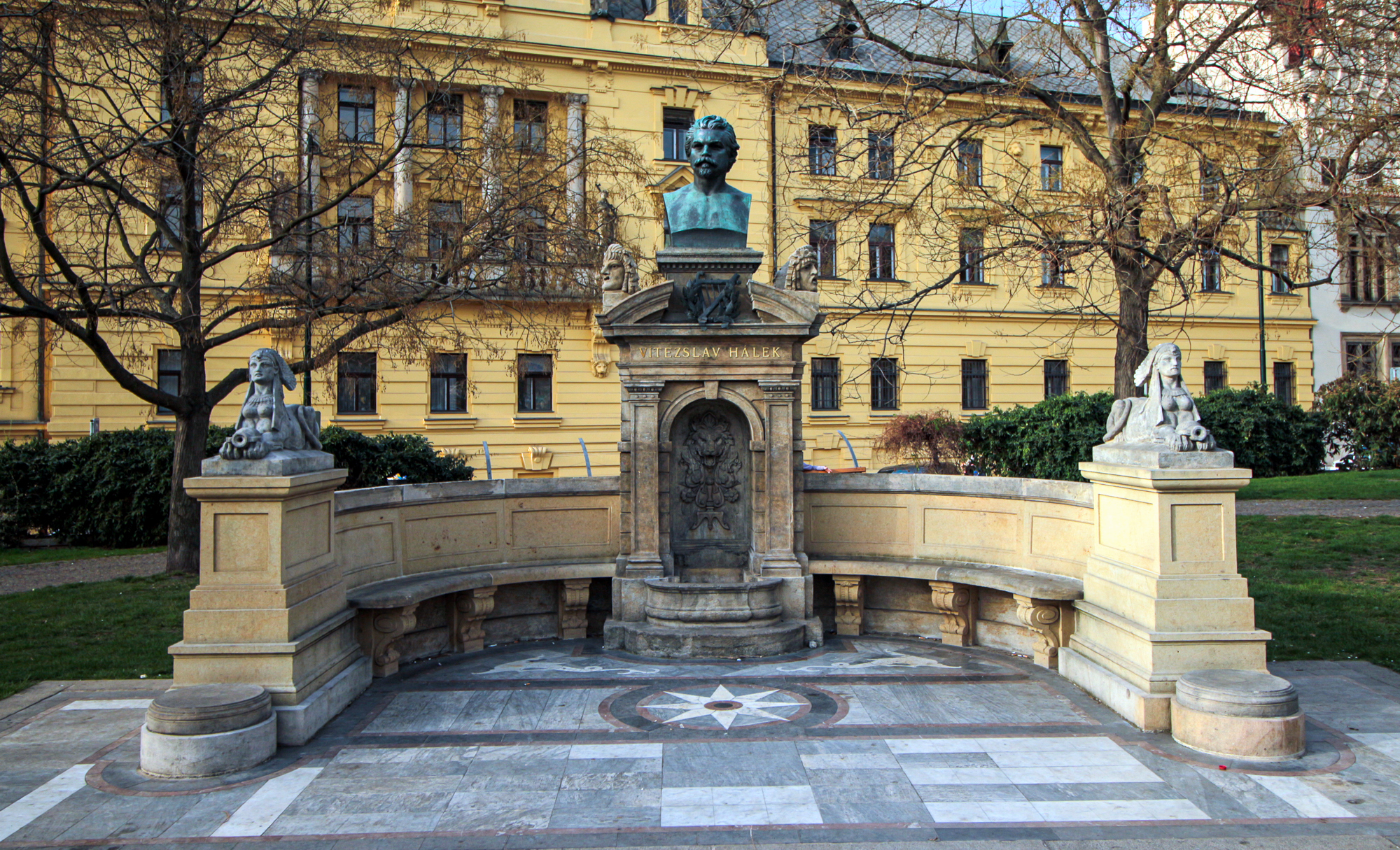
Památník Vítězslava Hálka
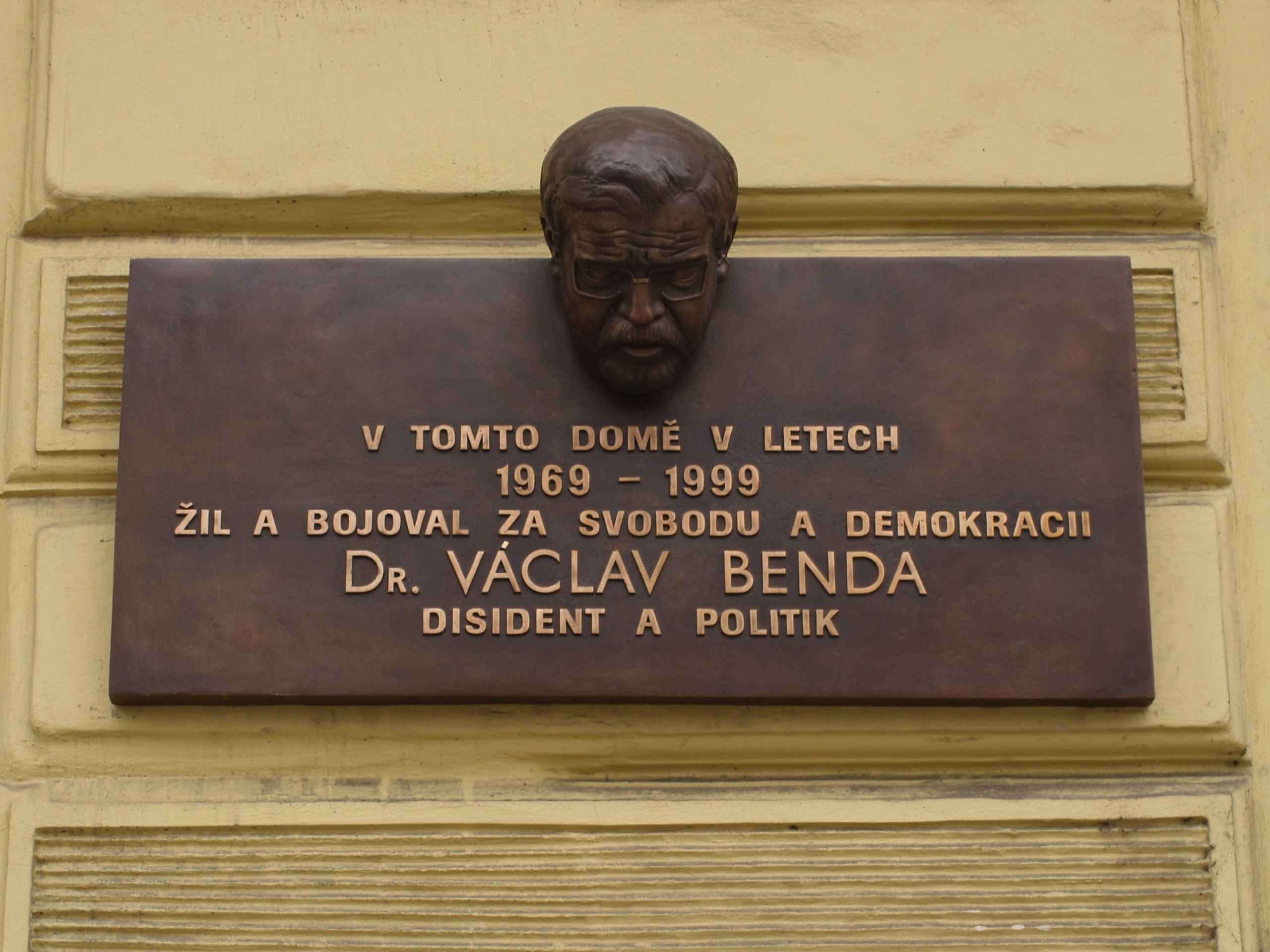
Pamětní deska polistopadového politika Václava Bendy
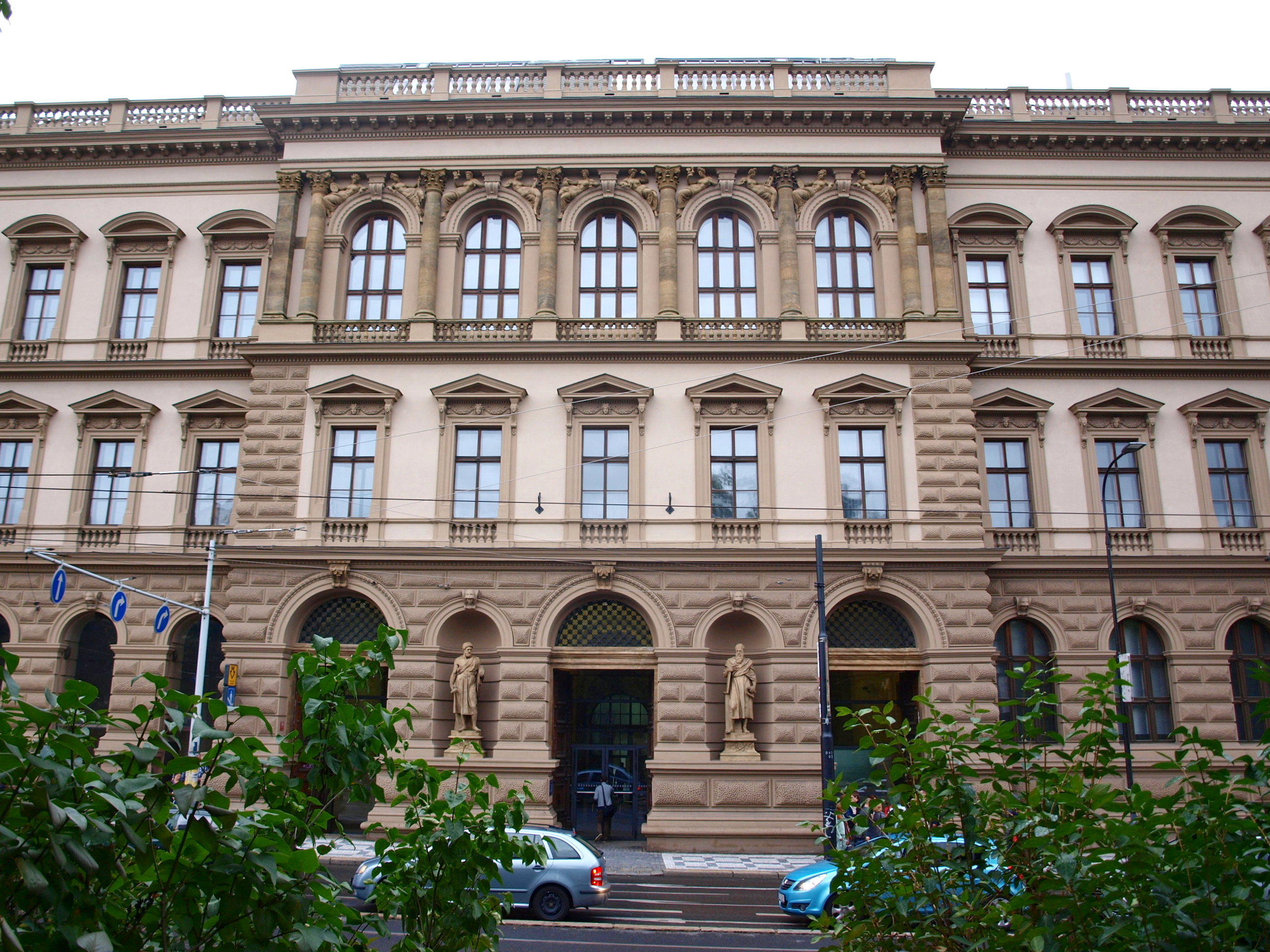
Budova ČVUT
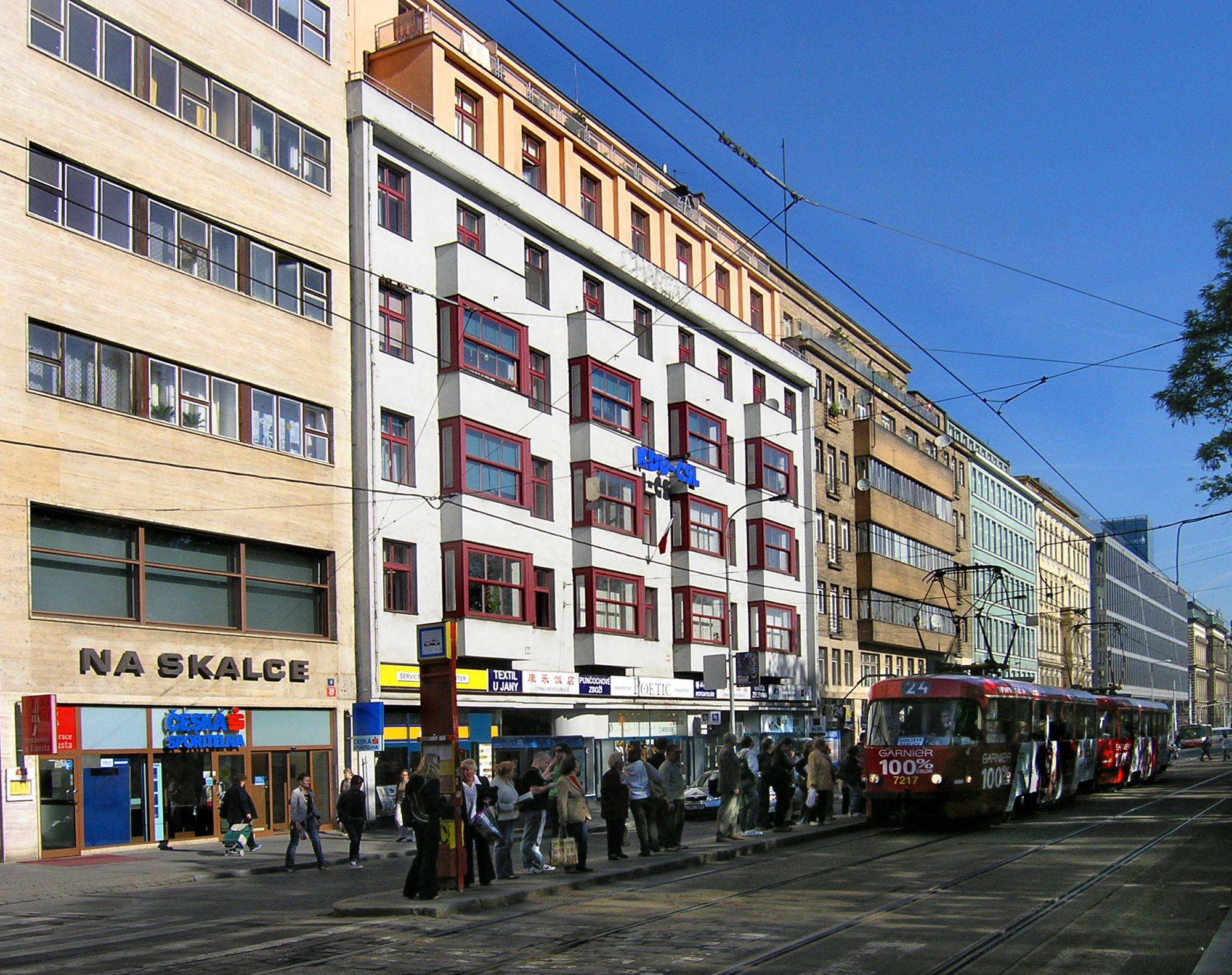
Palác Charitas, sídlo KDU-ČSL